# Kościół św. Bartłomieja w Starym Bojanowie
Kościół świętego Bartłomieja w Starym Bojanowie – rzymskokatolicki kościół cmentarny należący do parafii św. Bartłomieja w Starym Bojanowie (dekanat śmigielski archidiecezji poznańskiej).
Świątynia została zbudowana jako kościół parafialny. Po przejęciu przez parafię katolicką kościoła poewangelickiego pełni funkcję kościoła cmentarnego. Kościół został wzniesiony w 1849 roku. W 1900 roku została dobudowana wieża. Budowla reprezentuje styl neogotycki, jest murowana, orientowana i jednonawowa. Prezbiterium jest zamknięte wielobocznie. Wieżę zwieńcza stożkowy dach hełmowy. Okna są ostrołukowe. We wnętrzu świątyni są umieszczone trzy ołtarze. W ołtarzu głównym znajdują się rzeźby Matki Boskiej i św. Jana oraz figurki aniołków i krucyfiks powstały w połowie XVIII wieku. Rzeźba przedstawiająca patrona kościoła jest umieszczona w lewym ołtarzu bocznym.